# Lijst van voetbalinterlands Afghanistan - Filipijnen
Deze lijst van voetbalinterlands is een overzicht van alle voetbalinterlands tussen de nationale teams van Afghanistan en de Filipijnen. De landen hebben tot op heden drie keer tegen elkaar gespeeld. De eerste ontmoeting was op 5 april 2006 in Chittagong (Bangladesh), tijdens AFC Challenge Cup 2006. Het laatste duel, een vriendschappelijke wedstrijd, werd gespeeld in Manilla op 12 september 2023.

## Wedstrijden
| № | Plaats     | Datum             | Competitie             | Wedstrijd                | Uitslag |
| - | ---------- | ----------------- | ---------------------- | ------------------------ | ------- |
| 1 | Chittagong | 5 april 2006      | AFC Challenge Cup 2006 | Filipijnen − Afghanistan | 1 − 1   |
| 2 | Hithadhoo  | 20 mei 2014       | AFC Challenge Cup 2014 | Filipijnen − Afghanistan | 0 − 0   |
| 3 | Manilla    | 12 september 2023 | Vriendschappelijk      | Filipijnen − Afghanistan | 2 − 1   |

## Samenvatting
| Competitie        | Totaal gespeeld | Winst Afghanistan | Gelijk | Winst Filipijnen | Doelsaldo Afghanistan – Filipijnen |
| ----------------- | --------------- | ----------------- | ------ | ---------------- | ---------------------------------- |
| AFC Challenge Cup | 2               | 0                 | 2      | 0                | 1 − 1                              |
| Vriendschappelijk | 1               | 0                 | 0      | 1                | 1 − 2                              |
| Totaal            | 3               | 0                 | 2      | 1                | 2 − 3                              |

Wedstrijden bepaald door strafschoppen worden, in lijn met de FIFA, als een gelijkspel gerekend.
FFA · A-internationals · Afghaans vrouwenelftal
1940 - 1949 · 
1950 - 1959 · 
1960 - 1969 · 
1970 - 1979 · 
1980 - 1989 · 
1990 - 1999 · 
2000 – 2009 · 
2010 – 2019
Bangladesh ·
Bhutan ·
Cambodja ·
China ·
Filipijnen ·
Hongkong ·
India ·
Indonesië ·
Irak ·
Iran ·
Japan ·
Jordanië ·
Kirgizië ·
Koeweit ·
Laos ·
Libanon ·
Luxemburg ·
Malediven ·
Maleisië ·
Mongolië ·
Nepal ·
Noord-Korea ·
Oman ·
Pakistan ·
Palestina ·
Qatar ·
Saoedi-Arabië ·
Singapore ·
Sri Lanka ·
Syrië ·
Tadzjikistan ·
Taiwan ·
Thailand ·
Turkmenistan ·
Vietnam ·
Zuid-Korea
PFF · 
A-internationals · 
Filipijns vrouwenelftal
Afghanistan ·
Australië ·
Azerbeidzjan ·
Bahrein ·
Bangladesh ·
Bhutan ·
Brunei ·
Cambodja ·
China ·
Estland ·
Fiji ·
Guam ·
Hongkong ·
India ·
Indonesië ·
Irak ·
Iran ·
Israël ·
Japan ·
Jemen ·
Jordanië ·
Kirgizië ·
Koeweit ·
Laos ·
Libanon ·
Macau ·
Malediven ·
Maleisië ·
Mongolië ·
Myanmar ·
Nepal ·
Noord-Korea ·
Oezbekistan ·
Oman ·
Oost-Timor ·
Pakistan ·
Palestina ·
Papoea-Nieuw-Guinea ·
Qatar ·
Singapore ·
Sri Lanka ·
Syrië ·
Tadzjikistan ·
Taiwan ·
Thailand ·
Turkmenistan ·
Verenigde Arabische Emiraten ·
Vietnam ·
Zuid-Korea ·
Zuid-Vietnam